# Pierre Alvarez de Tolède (1484-1553)
Pour le général des Galères et le gouverneur du duché de Milan, voir Pierre Alvarez de Tolède (1546-1627).
Pour les articles homonymes, voir Pierre de Tolède, Tolède (homonymie), Pedro Álvarez, Álvarez et Toledo.
Pierre Alvarez de Tolède (en espagnol, Pedro Álvarez de Toledo y Pimentel, Marqués de Villafranca del Bierzo) (né le 13 juillet 1484 à Alba de Tormès et mort le 21 février 1553 à Florence) est un militaire castillan, vice-roi de Naples.

## Biographie
Second fils du duc d'Albe, Pierre Alvarez de Tolède se distingue lors de l'invasion de la Navarre en 1512, puis, sous le règne de Charles Quint, dans les combats menés en Italie, dans les Flandres et pendant la guerre des communautés de Castille.
Nommé vice-roi de Naples en 1532, il transforme en profondeur la ville pour en faire une des principales places fortes espagnoles en Méditerranée. Le symbole du réaménagement de la ville est la remise en fonction du château Sant'Elmo, dont les canons dominent depuis son époque la cité parthénopéenne.
À sa nomination, Naples se remettait à peine d'une épidémie de peste qui avait causé la mort de 60 000 de ses habitants en 1529. La première préoccupation de Pierre Alvarez de Tolède fut de faire paver les rues et d'étendre le périmètre urbain notamment en prolongeant la vieille ville de quartiers résidentiels comme celui de Chiaia.
Sous son administration fut percée la via Toledo, qui servait de délimitation entre la vieille ville et les logements des troupes espagnoles, appelés encore aujourd'hui le(s) quartier(s) espagnol(s)[réf. nécessaire]. Les tribunaux furent centralisés par ailleurs dans le Castel Capuano, également appelé à l'époque la "Vicaria" et qui resta le palais de justice de Naples jusqu'il y a encore quelques années[évasif].
L'œuvre du vice-roi fut également déterminante en ce qui concerne la cité voisine de Pouzzoles, en italien Pozzuoli, et la région des Champs Phlégréens, abandonnée en grande partie après l'éruption du Monte Nuovo en 1538. Il fit restaurer la crypte napolitaine et l'aqueduc romain attenant qui depuis l'époque de l'empereur Auguste reliait Naples (Neapolis) à Pouzzoles (Putteoli). Il exonéra d'impôts les habitants qui retournaient s'installer dans la région, fit construire des tours dont la Torre di Gaveta et la Torre di Patria pour surveiller l'arrivée des pirates sarrasins, et fit construire ou reconstruire à ses frais des églises locales (notamment l'église de Saint Antoine en 1540).  
Son attitude envers les Juifs ayant quitté l'Espagne en 1492 pour se réfugier à Naples avant l'annexion de la ville au royaume d'Espagne en 1501 fut a priori bienveillante. Il confia sa fille Éléonore de Tolède aux soins de Samuel et son épouse Benvenida de l'illustre famille Abravanel. Cependant, il ne put retarder indéfiniment l'expulsion des Juifs du vice-royaume de Naples, déjà décidée en 1501, décrétée de nouveau par Charles Quint en 1533 et effective pour tous les Juifs du vice-royaume en 1540. Les membres de la famille Abravanel installés à Naples partirent alors pour la plupart à Ferrare.  
En voyage à Sienne, malgré un état de santé précaire, pour mater sur ordre de l'empereur une révolte républicaine en 1553, Pierre Alvarez de Tolède tomba gravement malade et fut transporté à Florence où il mourut le 22 février. Son sépulcre dans la basilique San Giacomo degli Spagnoli à Naples est vide, car il ne fut achevé qu'en 1570 et le vice-roi fut inhumé dans le Dôme de Florence.
Sur le plan des libertés publiques, on peut citer l'historien Benedetto Croce, qui écrit dans son Histoire du royaume de Naples : « Le vice roi Alvarez de Tolède, fort de l'appui de Charles Quint, ne chercha pas à être aimé, mais craint, prononça la dissolution des académies suspectées d'innovation religieuse ou politique, tenta d'introduire l'inquisition espagnole à Naples, n'hésita pas à soumettre les barons locaux, et fit sentir sa poigne puissante sur les patriciens, la ville et sa population. »
Il eut pour épouse María Osorio Pimentel, héritière du marquisat de Villafranca del Bierzo. Parmi ses sept enfants, on compte Éléonore de Tolède, mariée à Côme de Médicis, et García Álvarez de Tolède.

## Sources
- (it) Giacomo de Antonellis, Pietro di Toledo, il grande Vice Re.

- Benedetto Croce, Histoire du royaume de Naples.

- Marie-Nicolas Bouillet  et Alexis Chassang (dir.), « Pierre Alvarez de Tolède (1484-1553) » dans Dictionnaire universel d’histoire et de géographie, 1878 (lire sur Wikisource).